# François-Armand-Auguste de Rohan-Soubise-Ventadour
François-Armand-Auguste de Rohan-Soubise-Ventadour (ur. 1 grudnia 1717 w Paryżu, zm. 28 czerwca 1756 w Saverne) – francuski kardynał.

## Życiorys
Urodził się 1 grudnia 1717 roku w Paryżu, jako syn Jules’a François de Rohana i Anne-Julie de Melun. Studiował na Sorbonie, gdzie uzyskał doktorat z teologii. Był księciem Tournon, jednak postanowił wstąpić na służbę kościelną i już w 1740 roku uzyskał dyspensę na objęcie biskupstwa, pomimo nieosiągnięcia wieku kanonicznego 30 lat. 23 grudnia 1741 roku przyjął święcenia kapłańskie. 21 maja 1742 roku kapituła wybrała go biskupem koadiutorem Strasburga, co zostało potwierdzone przez papieża 30 lipca. Tego samego dnia został jednocześnie mianowany na tytularnego arcybiskupa Ptolemais Hermiou, a 4 listopada przyjął sakrę. 10 kwietnia 1747 roku, z rekomendacji Jakuba Stuarta, został kreowany kardynałem prezbiterem, jednak nie otrzymał kościoła tytularnego. Został kawalerem Orderu Ducha Świętego i jałmużnikiem dworu francuskiego. W 1749 roku przejął diecezję Strasburga. Zmarł 28 czerwca 1756 roku w Saverne.